# Anders Gabriel Strömmenberg
Anders Gabriel Strömmenberg, född 12 juli 1786 i Norrköping, Östergötlands län, död 13 augusti 1857 i Örtomta socken, Östergötlands län, var en svensk präst i Örtomta församling.

## Biografi
Anders Gabriel Strömmenberg föddes 12 juli 1786 i Norrköping. Han var son till kyrkoherden i Björsäters socken. Strömmenberg blev höstterminen 1806 student vid Uppsala universitet, Uppsala och tog 1811 filosofie kandidat. Han tog 15 juni 1812 magistern och blev 24 december 1813 kollega i Linköping, tillträdedirekt. Strömmenberg blev 15 juni 1824 konrektor i Linköping. Han prästvigdes 3 mars 1822 och tog pastoralexamen 2 april samma år. Den 26 mars 1825 blev Strömmenberg kyrkoherde i Örtomta församling, Örtomta pastorat, tillträde 1827 och blev 19 maj 1827 prost. Strömmenberg avled 13 augusti 1857 i Örtomta socken.
Strömmeberg blev 1808 ledamot i Musis amici. Han höll 1830 tal vid Bibelsällskapets högtidsdag och var 1831 predikant vid prästmötet. 

### Familj
Strömmenberg gifte sig 28 juli 1834 med Carolina Fredrica Christina Sallberg (1813–1882). Hon var dotter till kyrkoherden i Skärkinds socken.